# Parafilm

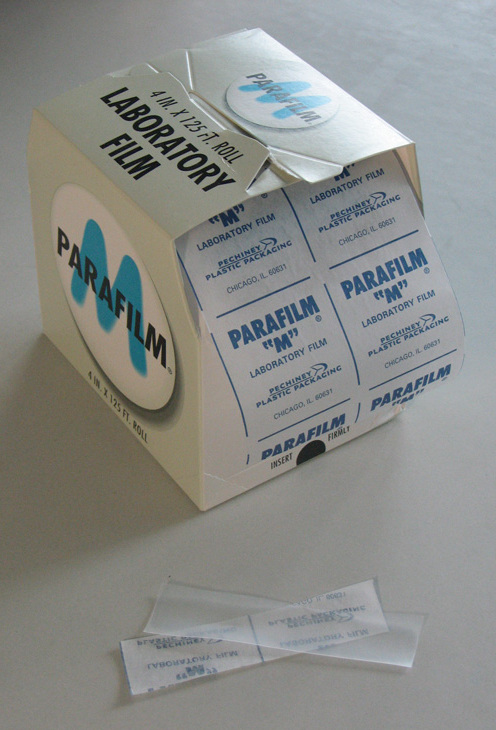
Eine Parafilmbox, im Vordergrund ist ein abgeschnittener Streifen mit und ohne Schutzpapier zu sehen.

Parafilm ist eine dehnbare, weißlich durchscheinende Verschlussfolie, aus – etwa 50:50 – Paraffin-Wachs und Polyolefin (Polyethylen). Im Chemielabor wird sie zum Verschließen verschiedener Gefäße (auch mit unregelmäßigem Rand, Ausgießer) verwendet, um Verschütten, Verunreinigen und Verdunsten weitgehend zu vermeiden. In biologischen Labors wird Parafilm, oder das Konkurrenzprodukt Nescofilm, zum Verschließen von Petrischalen verwendet. Dieses Vorgehen findet meist in der Zell- und Gewebekultur Anwendung und verhindert das Austrocknen der Explantate und des Mediums sowie eine Kontamination durch Bakterien oder Pilze. 

## Eigenschaften
Es ist eines der einfachsten und gleichzeitig gebräuchlichsten Hilfsmittel im Laboralltag. Die Dehnbarkeit erlaubt den Einsatz ähnlich handelsüblicher Frischhaltefolie für die Küche. Die Vorzüge von Parafilm sind:
- dicker (0,127 mm) und deutlich dehnbarer (bis +200 %). Reißdehnung: 300 %
- beständig gegen eine Vielzahl von Chemikalien
- gering gas- und wasserdampfdurchlässig
- klebt nur an sich selbst, wenn es bereits gedehnt wurde
- nicht giftig

Parafilm ist dagegen unbeständig gegen Benzol, Chloroform, Diethylether, Tetrachlorkohlenstoff und Toluol.

## Anwendungsgebiete und -bedingungen

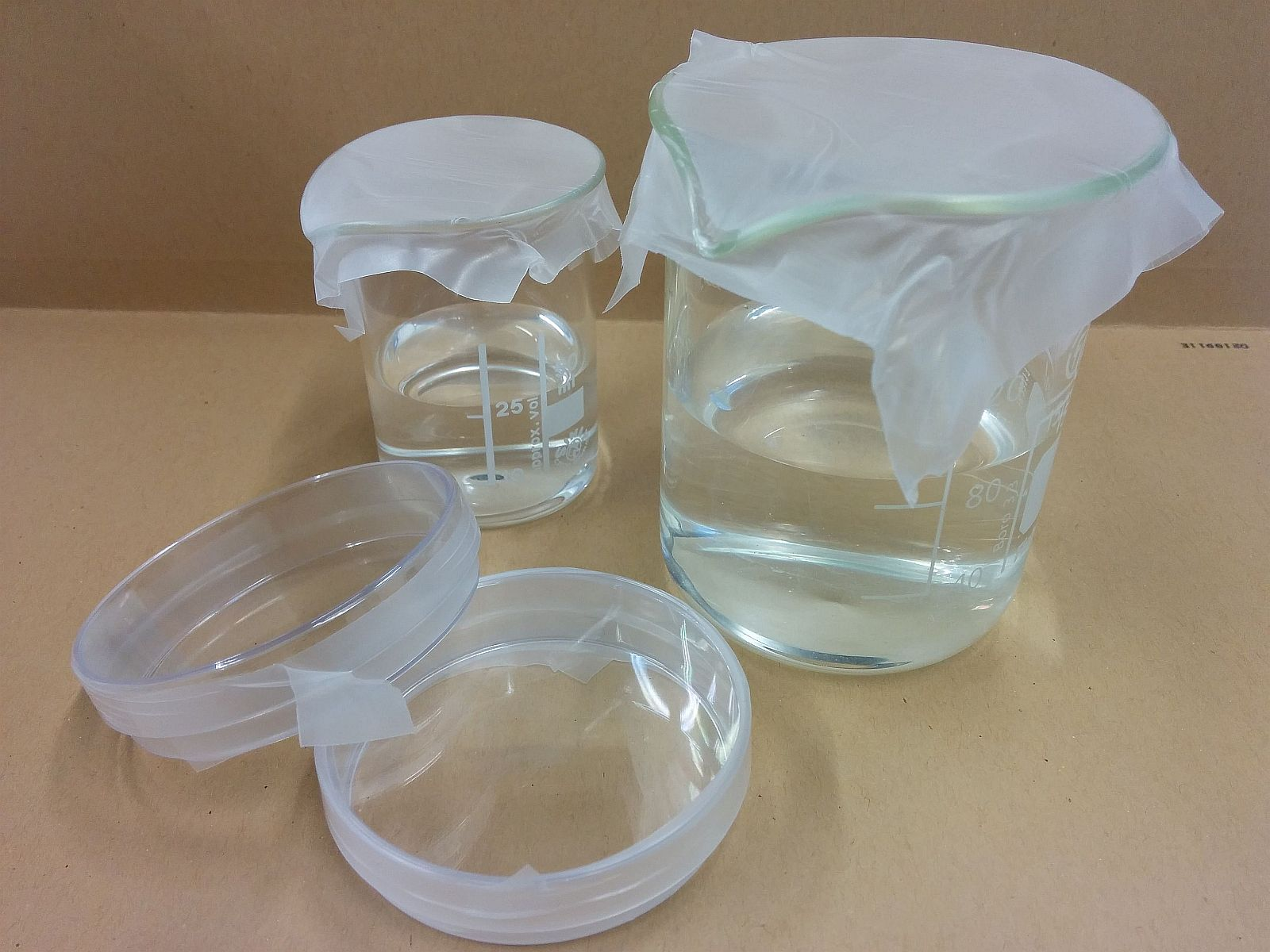
Anwendungsbeispiele von Parafilm

Parafilm kann von −45 bis +50 °C eingesetzt werden, ist beständig gegen Säuren, Laugen, auch einige Alkohole, und ist drei Jahre lagerfähig. Er hinterlässt allerdings geringe Spuren am Gefäß, schmilzt bei 60 °C (Flammpunkt 301 °C) und wird von leichtflüchtigen, unpolaren organischen Lösemitteln wie Benzin oder Ether aufgelöst bzw. unter deren Dampfdruck eventuell schon abgehoben.
Durch geringes Erwärmen der überlappenden Ränder und Fingerdruck können diese miteinander verschmolzen werden. Mit etwas Übung können Gefäße so luft- und flüssigkeitsdicht versiegelt werden.
Gegenüber dem Uhrglas ist Parafilm vorteilhaft leicht, platzsparend und bruchfest. Es gibt auch leichte bruchfeste Uhr„gläser“ aus dem Kunststoff PTFE, der höheren Temperaturen widersteht. Auch kostengünstigere Alufolie wird zum Verschließen und Isolieren eingesetzt, die allerdings von Säuren und Laugen angegriffen wird, nicht haftet, nicht dichtet, jedoch Licht- und Wärmestrahlung reflektiert.
Durch den hydrophoben Charakter ist Parafilm eine ideale temporäre Ablage für einzelne Tropfen wässriger Flüssigkeit.
Von Modellbauern wird der Film benutzt, um Modelle beim Lackieren zu maskieren. Dazu dehnt man schmale Streifen des Materials und lässt sie dann etwa eine Minute lang ruhen, bevor man sie anbringt. Ebenso kann eine Epoxy-Klebestelle durch Überziehen in Form gebracht und der Film nach dem Aushärten praktisch rückstandsfrei wieder abgezogen werden.

## Markenname
Parafilm ist ein Markenname der Bemis Company, USA.